# Robert Moses
Robert Moses (18. prosince 1888 New Haven – 29. července 1981 West Islip) byl americký úředník, územní plánovač a politik spojený především se státem a městem New York. Je spojen s velkými infrastrukturními projekty ve městě a okolí především ve druhé a třetí čtvrtině 20. století a s reformním hnutím působícím ve státní správě v New Yorku především ve 20. letech 20. století.

## Rodinné zázemí
Narodil se v New Havenu v bohaté obchodnické rodině. Jeho rodiči byli Emanuel Moses a Bella Moses (rozená Silverman), vedle Roberta měli ještě syna Paula Emanuela (1887) a dceru Ednu Marion (1891). Oba jeho rodiče byli židovského původu a byli součástí komunity newyorských židů z vyšších kruhů. Otec se narodil ještě v Evropě v Kolíně nad Rýnem, měl ale německé a španělské předky, a následně se v USA vypracoval z provozovatele drobného krámku na úspěšného velkoobchodníka. Matka se narodila už v New Yorku v rodině bohatých obchodníků s realitami v první generaci přistěhovalců. Bella Moses se dlouhodobě angažovala v charitativních projektech a v možnostech řešení fyzické veřejné infrastruktury jako byla hřiště nebo tábořiště. Robert Moses zřejmě zdědil velkou část jejích povahových vlastností i zájem o zlepšování fyzického prostředí k životu ve velkoměstě.
Jeho manželkou byla Mary Moses, měl dvě dcery – Jane a Barbaru.

## Profesní dráha
Získal vzdělání na Yale a doktorát na Oxfordu a už během studií se rozhodl pro dráhu ve státní správě. Po neúspěšných snahách o reformu chronicky neefektivního a zkorumpovaného systému správy New Yorku prostřednictvím aktivity v různých městských a státních organizacích se stal členem týmu poradců starosty a následně guvernéra, demokrata Ala Smithe, díky němuž se dostal do kontaktu přímo s prostředím vysoké politiky v Albany a s nímž byl následně spojen až do Smithovy smrti v roce 1944. Roku 1924 se pak stal předsedou Státní rady pro parky, v jejímž čele stál až do roku 1961 a tato funkce byla základem jeho silné mocenské pozice v městské správě. V mezidobí současně zastával mnohé další nevolené úřady ve státní a městské správě, přičemž v určitém období byl držitelem dokonce 16 úředních pozic najednou. Nikdy nezastával žádnou volenou pozici, nicméně v roce 1934 se neúspěšně ucházel o post guvernéra státu New York za republikánskou stranu. V roce 1927 se stal prvním držitelem po reformě státní správy velmi posíleného úřadu Secretary of State ve státě New York, čímž se stal druhým nejvýše postaveným veřejným činitelem ve státě. V období Smithovy neúspěšné prezidentské kampaně v roce 1928 měl ve svých rukou správu celého státu místo nepřítomného guvernéra.
S jeho působením je spojeno vybudování 13 mostů, 2 tunelů, 1025 km dálnic, 658 veřejných hřišť, 10 veřejných plaveckých bazénů, 17 státních parků a desítek obytných komplexů a městských parků.
Vedle velkých infrastrukturních projektů byl především v začátku své kariéry v New Yorku spojen s reformním hnutím, které usilovalo o celkovou reformu zastaralého systému státní správy, který přestal vyhovovat potřebám velice rychle se vyvíjejícího státu a města. Přes počáteční neúspěchy se nakonec ve 20. letech postupně uskutečnila většina reforem, které Moses navrhl před rokem 1920 v rámci své práce pro různé komise zabývající se reformou státní správy. Došlo tak k zásadanímu zjednodušení, zefektivnění a ztransparentnění fungování státního aparátu. Newyorské reformy se následně staly inspirací pro podobné reformy v dalších státech USA i reformy na federální úrovni.
Přestože je spojen s velkým množstvím projektů silnic, dálnic, parkovišť a obecně je považován za jednoho z otců principů plánování zaměřeného na automobily ve Spojených státech, sám se nikdy nenaučil řídit.
Je po něm pojmenována řada veřejných staveb a parků – Robert Moses Niagara Power Plant, Robert Moses State Park (na Long Islandu), Robert Moses State Park (na Thousand Islands), Robert Moses Causeway a další.

## The Power Broker
V roce 1974 vyšla rozsáhlá biografie tehdy ještě žijícího Roberta Mosese od spisovatele Roberta A. Cara. Ten podrobně zmapoval všechny aspekty Mosesova osobního i profesního života a vykreslil do té doby spíše pozitivně vnímaného "hlavního budovatele New Yorku" jako po moci toužícího manipulátora ničícího lidi kolem sebe a stavícího svůj vliv často i na zcela nelegálních praktikách. Současně poukazuje na Mosesův jen částečně skrývaný rasismus. Kniha se okamžitě stala bestsellerem a údajně ovlivnila politické a mocenské uvažování mnoha lidí včetně Barracka Obamy.

## Spor s Jane Jacobs
Ve veřejném povědomí mimo USA je znám především jako protivník aktivistky a spisovatelky Jane Jacobs, která byla klíčovou postavou v tzv. boji o Greenwich Village, kterou měla procházet jedna z vnitroměstských dálnic (Lower Manhattan Expressway) naplánovaných Mosesem v rámci New Yorku. Přestože Moses silně tlačil na výstavbu této dálnice, díky odporu místních obyvatel k výstavbě nakonec nedošlo. Jane Jacobs se nicméně nakonec mimo jiné v důsledku tohoto souboje i s rodinou rozhodla odstěhovat do Kanady.
O konfliktu s Jane Jacobs byl v roce 2016 natočen film Občanka Jane: Bitva o město (Citizen Jane: Battle for the City).